# Pobješnjeli Max 2: Cestovni ratnik
Pobješnjeli Max 2: Cestovni ratnik (eng. Mad Max 2: The Road Warrior) australski je postapokaliptični film koji je napisao i režirao George Miller. Drugi je dio filmskog serijala Pobješnjeli Max u kojem glavnu ulogu Maxa Rockatanskyja tumači Mel Gibson.
Radnja filma odvija se oko skupine doseljenika koja brani svoje naselje s rafinerijom od bandi koje se žele dočepati vrijedne nafte. Premijerno je prikazan 24. prosinca 1981., te je dobio mnoge pozitivne kritike, koje su hvalile odličnu glumu Mela Gibsona, vizualne efekte, kostimografiju te brze i nasilne scene borbi i potjere. Film je ostvario odličan uspjeh u kinodvoranama te je nominiran za šest nagrada Saturn, uključujući najbolju režiju za Millera, najboljeg glumca za Gibsona, najboljeg sporednog glumca za Brucea Spencea, najbolji scenarij za Millera, Haysesa i Hannanta te osvojenu nagradu za najbolji međunarodni film. Film je tijekom godina stekao kultni status, snimljeni su nastavci Pobješnjeli Max 3: Thunderdome 1985. godine, dok je četvrti dio serijala sniman 2012. i 2013. godine te je kino-distribucija najavljena za 2015. godinu.

## Radnja filma
U postapokaliptičnom okruženju nakon svjetskog rata i kolapsa civilizacije, rezerve nafte gotovo su iscrpljene te svijetom vladaju motorizirane bande. Bivši policajac Max Rockatansky (Mel Gibson), traumatiziran smrću svoje žene i djeteta luta pustinjom u svom V-8 presretaču, tražeći hranu i gorivo sa psom australskim govedarom kao jedinim suputnikom.
Nakon što pobjegne bandi koju predvodi Wez (Vernon Wells) Max skuplja gorivo iz napuštenog kamiona tegljača te krene provjeriti letjelicu u blizini. Nakon što svlada pilota (Bruce Spence), ovaj Maxu kako bi mu poštedio život govori da se nedaleko od njih nalazi mala rafinerija nafte. Max i pilot dolaze do rafinerije taman u trenutku kada ju napada motorizirana banda. Vođa bande Humungus (Kjell Nilsson) pokušava nagovoriti njezine branitelje da mu je predaju u zamjenu za siguran prolaz preko njegova teritorija.
Nekoliko doseljenika pokušava pobjeći iz naselja, međutim članovi bande ih uhvate, muče i na kraju ubiju. Max se s preživjelim, ali smrtno ranjenim doseljenikom dogovara da će ga vratiti do rafinerije u zamjenu za gorivo. Nedugo nakon što ga vrati u rafineriju, ranjenik umire te doseljenici žele ubiti Maxa. U tom trenutku vraća se Humungus sa svojom bandom te braniteljima ponavlja svoju ponudu. Tada se Max dogovara s vođom doseljenika Pappagallom (Michael Preston) da će im dovesti kamion tegljač na koji je prije naišao koji bi mogao vući cisternu s naftom kako bi mogli pobjeći od bande u zamjenu za svoju slobodu i gorivo. Doseljenici pristaju, te im Max uz pomoć pilota dovozi kamion.
Doseljenici žele da Max vozi cisternu i pobjegne zajedno s njima, no on to odbija te odlazi sam. Međutim, Wez kreće u potjeru za Maxom te izgura njegov auto s ceste, ostavljajući Maxa teško ozlijeđenim. Dok članovi bande pokušavaju ukrasti gorivo iz njegovog auta, aktiviraju zamku koju je Max postavio te izazivaju eksploziju. Misleći da je poginuo, Wez odlazi, a ranjenog Maxa spašava pilot sa svojom letjelicom, te ga vraća u rafineriju. Unatoč ozljedama, Max zahtijeva da vozi cisternu na što Pappagallo pristaje. Zajedno s dječakom s kojim se sprijateljio odvozi cisternu iz rafinerije, te ga Pappagallo prati zajedno s još par vozila kako bi je zaštitili od bandi. Nakon što Humungus zajedno s većinom bande krene za cisternom, preostali doseljenici napuštaju rafineriju krećući u suprotnom smjeru od cisterne. Tijekom potjere, Pappagallo i ostali koji su branili cisternu bivaju ubijeni, ostavljajući Maxa i dječaka same u borbi protiv bande. Wez se u pokušaju da ih ubije popne na cisternu, međutim cisterna se frontalno sudara s Humungusovim vozilom, ubijajući Weza i Humungusa. Max gubi kontrolu nad vozilom te se prevrće i izlijeće s ceste. Ranjeni Max zajedno s dječakom izlazi iz kamiona te vidi da umjesto nafte, iz cisterne curi pijesak. Naime, cisterna je služila kao mamac, a nafta je bila skrivena u vozilima ostalih doseljenika. 
Dalje pripovjedač objašnjava kako je pilot postao vođa naseljenika koji su se naselili na obali te uspostavili "veliko sjeverno pleme", dok Max ponovno ostaje sam u pustinji.

## Uloge
Glavne uloge
- Mel Gibson - "Mad" Max Rockatansky, bivši član australske autocestovne patrole, koji napušta službu nakon što mu banda motorista ubija ženu i dijete, te luta pustinjom u potrazi za hranom i gorivom
- Bruce Spence - pilot lutalica koji traži gorivo i namirnice. Umjesto automobila, putuje pustinjom starom letjelicom nalik na helikopter. Nakon smrti Pappagalla, postaje vođa naseljenika.
- Emil Minty - dječak koji živi u blizini rafinerije. Ne zna govoriti, te se brani ubojitim metalnim bumerangom. Na kraju filma, otkriva se da je on pripovjedač filma, koji se prisjeća svog susreta s Maxom.
- Michael Preston - Pappagallo, idealistični vođa doseljenika koji brane zabarikadiranu rafineriju.
- Kjell Nilsson - Humungus, nasilni vođa bande motoriziranih vandala. Lice mu je uvijek sakriveno hokejaškom maskom, što je Miller u intervjuu 1985. objasnio time da je Humungus bivši vojni časnik koji je doživio teške opekline lica, te da je "mogao služiti u istoj jedinici kao i njegov suparnik Pappagallo."
- Vernon Wells - Wez, motorist s irokez frizurom, koji služi kao desna ruka Humungusu. Miller je u istom intervjuu izjavio da su Wez i Max zrcalne slike jedan drugog, s time da su oboje povezani s vođama svog kampa, te da su oboje doživjeli smrt svojih bližnjih u prošlosti.

## Produkcija
Nakon prvog Pobješnjelog Maxa, George Miller je dobio mnoge ponude iz Hollywooda, između ostalih i ponudu da režira Ramba. Zajedno s Terryjem Hayesom radio je na scenariju za horor film sa specijalnim efektima, međutim nakon nekog vremena bio je sve zainteresiraniji za snimanje nastavka Pobješnjelog Maxa, jer je s većim budžetom mogao biti ambiciozniji. Film je sniman 12 tjedana u blizini gradića Broken Hill u Novom Južnom Walesu, te je Miller kasnije izjavio da su na njegovo stvaranje izuzetno utjecali filmovi Akira Kurasave.

## Kritike
Film je ostvario komercijalni uspjeh, zaradivši 3,7 milijuna dolara u Australiji, te 11,3 milijuna u SAD-u i Kanadi samo od kućnog iznajmljivanja ovog filma.
Cestovni ratnik je dobio mnoge pozitivne kritike, te se smatra jednim od najboljih filmova 1981. godine. Na stranici Rotten Tomatoes do travnja 2014. ima ocjenu 100 %. Filmski kritičar Roger Egbert iz Chicag Sun-Timesa naziva ga "filmom čiste akcije i kinetičke energije" te "jednim od nemilosrdno najagresivnijih filmova ikad snimljenih". Ističe i da se u filmu "vizija nasilne budućnosti" ne razvija kroz karaktere i dijalog već koristeći "najoskudnijih djelova zapleta". Također hvali akcijske scene, posebice posljednju scenu potjeru.
U svojoj recenziji Vincent Canby iz The New York Timesa kaže: "Nikada se filmska vizija post-nuklearnog-holokaustnog svijeta nije činila tako pusta kao u brutalnom, punom akcije te ponekad humorističnom apokalističnom filmu Georga Millera Cestovni ratnik, ekstravagantnoj filmskoj fantaziji koja izgleda kao oživjeli sadomazohistički strip". Charles Michenger za Newsweek posebno hvali Gibsonovu glumu.
Richard Scheib hvali film kao "jednu od rijetkih situacija kada je nastavak ostvari dramatično poboljšanje kvalitete od svog prethodnika", te hvali "najuzbudljive akrobacije i sudare ikad stavljene na filmsko platno". Pauline Kael naziva Cestovnog ratnika "mutantskim filmom nastalim iz doslovno svi akcijskih žanrova" koji stvara "kontinuirani rast energije", međutim kritizira Millerov "pokušaj iskorištavanja univerzalnog koncepta heroja" ističući da to "čini film nezabavnim i sentimentalnim".

## Nagrade
Film je dobio mnoge pohvale iz Akademije znanstvene fantastike, fantastike i horor filmova koja dodjeljuje nagradu Saturn. Uz osvojenu nagradu za najbolji međunarodni film, bio je nominiran i za nagrade za najboljeg redatelja, najbolji scenariji te za najbolji dizajn kostima. Također, Mel Gibson i Bruce Spence su bili nominirani za najboljeg, te najboljeg sporednog glumca. Losanđelesko udruženje filmskih kritičara ga je proglasilo najboljim stranim filmom, te je dobio priznanja i od Australskog filmskog instituta, koje ga je nagradilo nagradama za najbolju režiju, kostimografiju, montažu, produkciju i zvuk.

## Utjecaji i reputacija
Serijal Pobješnjeli Max, sa svojim distopičnim apokaliptičnim i post-apokaliptičnim prikazom budućnosti je inspirirao mnoge umjetnike da u svojim radovima pokušaju rekreirati atmosferu iz serijala. Također, klubovi obožavatelja Cestovnog ratnika djeluju još uvijek u 21. stoljeću. Godine 2008., časopis Empire ga je uvrstio na listu 500 najboljih filmova svih vremena, slično kao i The New York Times, koji ga je uvrstio u popis najboljih 1000 filmova.

## Glazba
Glazbu za film je napisao australski skladatelj Brian May. Ploča započinje pjesmom "Montage/Main Title" u kojoj pripovjedač objašnjava događanja u prvom nastavku. Slijede pjesme koje su snimane za prikaze borbi između Maxa i bande ("Confrontation", 
"Marauder's Massacre", "Max Enters Compound"; "Gyro Saves Max"; and "Break Out"), dok je "Montage" korištena za scenu bjega cisterne. Posljednje pjesme su "Finale and Largo" i "End Title" u kojoj pripovjedač opisuje bijeg doseljenika na obalu i početak njihovog novog života.
Popis pjesama
1. "Montage/Main Title" (04:53)
2. "Confrontation" (02:32)
3. "Marauders' massacre" (03:13)
4. "Max Enters Compound" (04:08)
5. "Gyro saves Max" (03:55)
6. "Break out" (03:26)
7. "Finale and Largo" (05:06)
8. "End title" (03:19)
9. "SFX Suite" (04:36)

## Vanjske poveznice
- Pobješnjeli Max 2 u internetskoj bazi filmova IMDb-a
- Pobješnjeli Max 2 na Rotten Tomatoes